# ミルストーンの戦い
ミルストーンの戦い（英: Battle of Millstone、またはヴァンネスト製粉場の戦い、英: Battle of Van Nest's Mill）は、アメリカ独立戦争中の1777年1月20日に、ニュージャージーのエイブラハム・ヴァンネストの製粉場近く（現在のマンビル）で起きた小戦闘である。イギリス軍の物資調達部隊が、大半はニュージャージー民兵隊である大陸軍に側面を衝かれて駆逐され、その荷車や物資を奪われた。
この戦闘は、1777年の初期数か月間にニュージャージー北部で続いたまぐさ戦争と呼ばれる一連の小戦闘の中の1つであり、結果として民兵隊でもそこそこの戦闘ができることを示した。

## 背景
大陸軍のジョージ・ワシントン将軍がチャールズ・コーンウォリス将軍のイギリス軍の周りを動き回り、1777年1月3日のプリンストンの戦いで頂点に達した後、ワシントンはトレントンにいるコーンウォリス軍とニューブランズウィックにいるイギリス軍の残り部隊の間に挟まれるという窮地に陥った。その消耗した部隊でニューブランズウィックのイギリス軍前進基地に攻撃を掛けるよりも、ミルストーン川流域を遡り、モリスタウンの方向に部隊を移動させることにした。そこは強固な防御線を布くことができるのを前から知っており、冬季宿営地としても使えた。トレントンとプリンストンの周辺にいたコーンウォリスとイギリス軍の残り部隊およびヘッセン＝カッセルからのドイツ人傭兵は、プリンストンの戦い後にニューブランズウィックで再結集した。
1月13日、イギリス軍の中のかなりの勢力がニューブランズウィックから西にサマセットコートハウス（今日のミルストーン、サマセット郡の郡庁所在地サマービルはミルストーンの北にある）に進軍し、約1週間そこに留まった後、ニューブランズウィックに戻る途中で家屋を破壊し物資を略奪した。この期間に土地の民兵隊が大陸軍を援助するために集結した。これらの動きにより、ニューブランズウィックから西のミルストーン川やラリタン川までの地域は、両軍の間の無人地帯となった。イギリス軍が後退した後、サマセットコートハウスはパトリオット民兵中隊が守る幾つかの前進基地の1つとなり、これらを大陸軍が支援する形を取った。

## 戦闘
ロバート・アバークロンビー中佐が率いる第37歩兵連隊から500名のイギリス軍物資調達部隊が1月20日にニューブランズウィックを離れ、西のミルストーン川に向かった。この部隊は川を渡り（正確にどこの橋を使ったかは不明）、後衛にドイツ人傭兵と数門の野砲を橋の守りに残して、ヴァンネストの製粉場（現在のマンビル）に到着した。そこはサマセットコートハウスの北数マイルにあり、ミルストーン川がラリタン川に注ぐ地点に近かった。この部隊はそこで様々な種類の物資を捕獲し、ニューブランズウィックに戻る準備をしていた。

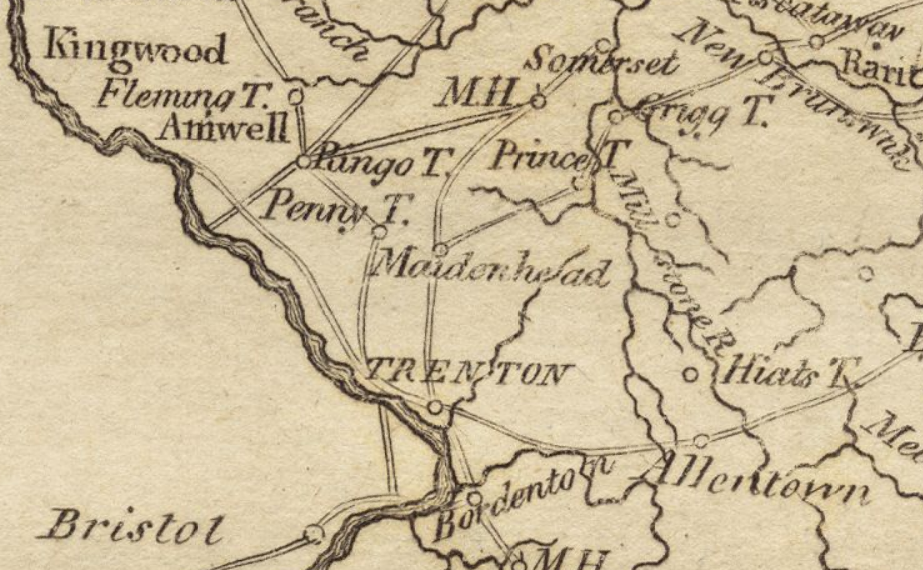
ニュージャージー中部を示す1806年の地図、右上にニューブランズウィック、中央やや下にトレントン、右の縦に流れるのがミルストーン川、左の大きな川がデラウェア川

北方のパトリオット民兵中隊はその日早くにイギリス軍の動きについて警告されており、バウンドブルックに向けて進軍していた。ヴァンネストの製粉場でのイギリス軍の行動について知らされたとき、この部隊もそこに向かった。この部隊はフィルモン・ディキンソン准将の指揮でニュージャージーの民兵約400名にペンシルベニアの民兵50名が加わり、イギリス軍の行動を議論した。イギリス軍の行動に関する情報が漠然としたなかで、ディキンソンはその部隊を2つに分け、1隊はイギリス軍輜重隊の前面に向い、2隊目はその側面に動いた。この2隊は川の1つを氷のような水に腰まで漬かりながら徒歩で渉った。1隊が製粉所に近い道でイギリス軍輜重隊をうまく急襲した。それはイギリス軍がニューブランズウィックに戻る主要道と橋に到着する前のことだった。その銃撃で最初の荷車の馬を倒した。このことで輜重隊は歩みを止め、御者達は散り散りになり、イギリス兵は略奪品を後に残したまま大慌てで橋の方に逃げ出した。
民兵隊が橋に到着した時、ドイツ人傭兵の後衛が退却を援護するためにその野砲からぶどう弾を放った。川を挟んだ銃撃戦で明確な結果も出ないまま、イギリス軍が撤退した。

## 戦闘の後

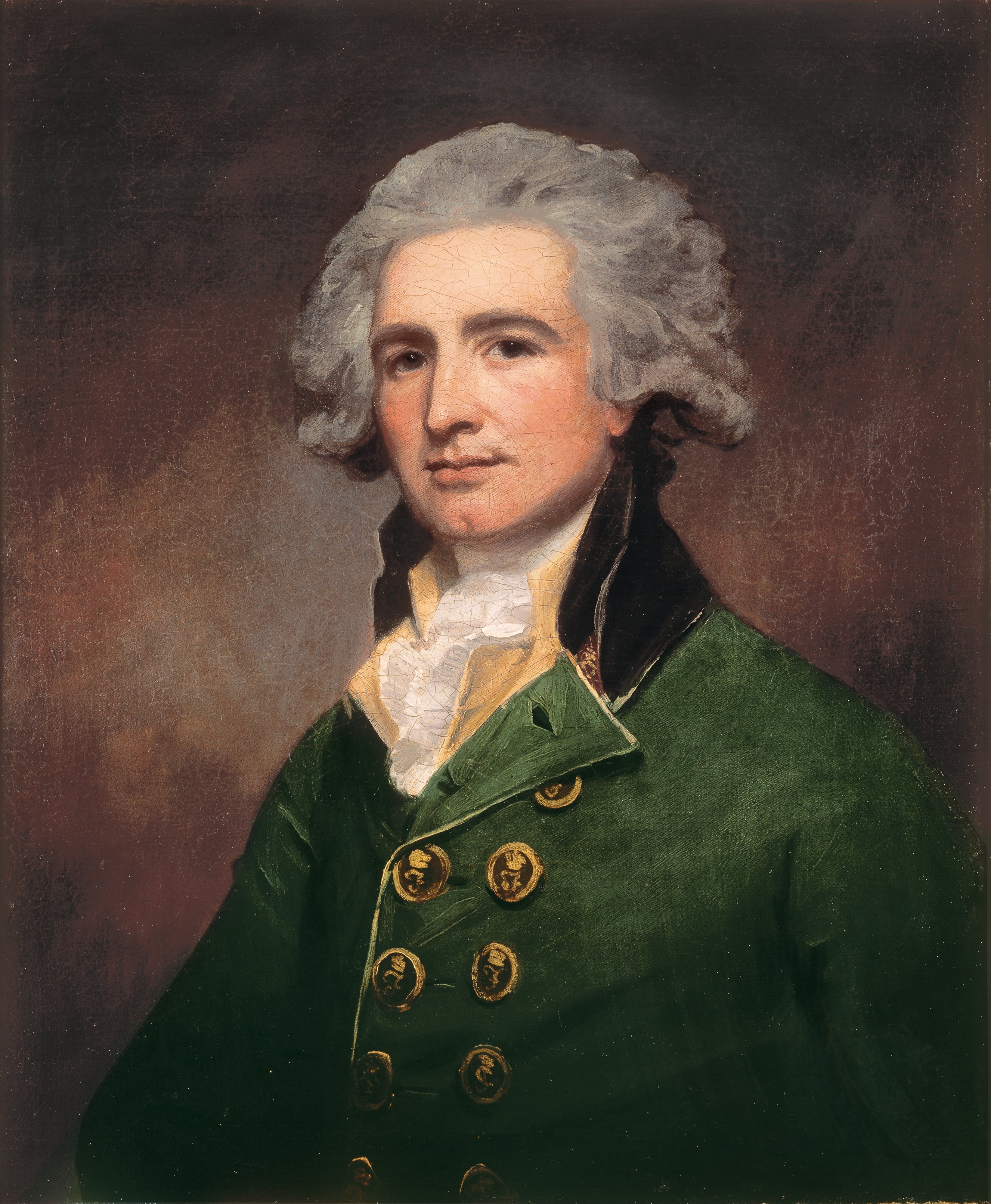
イギリス軍の指揮官ロバート・アバークロンビー中佐

ディキンソンはジョン・ニールソン大佐に宛てた1月23日の手紙で、「先の月曜日に、私の民兵を主とする約450名で、500名の兵士と2門の野砲からなる物資徴発部隊をヴァンネスト製粉所で攻撃した。我々は20分間の交戦の後で敵を潰走させ、馬107頭、荷車49両、牛115頭、羊70頭、小麦粉40樽、その他の物106袋と捕虜49名を捕獲したことを貴方に知らせるのは喜びである。」と書き送った。ワシントン将軍は民兵隊の功績に常に満足していたわけではなかったが、大陸会議に宛てた報告書で「ディキンソン将軍の行動は彼に最高の栄誉を与えるものである。その部隊は全て新兵だったが、その兵士を率いてそこそこ深い川を渉り、敵に厳しい攻撃を仕掛けたので、敵は3門の野砲で支援されていたが、その輜重隊を捨てて逃げ出した。」と記しており、捕虜は9人とだけ報告していた。
この遠征隊には加わっていなかったイギリス軍士官のアーチボルド・ロバートソンは、「アバークロンビー中佐と500名の兵士がヒルズボロに物資調達に行った。この部隊の一部が反逆者達に攻撃され、荷車の御者達の間に混乱を引き起こし、42両の荷車が後に残された」と報告していた。イギリス軍のある目撃者は「絶対に攻撃者は民兵ではないと確信する。民兵ならばあのようには戦えないはずだ」と記していた。
この戦闘の損失については非常に様々な数字があるが、イギリス軍の損失（戦死、負傷あるいは捕虜）は新聞の報道では30人台前半となっていた。これはディキンソンの報告にある捕虜49人とは一致しない。一方パトリオット民兵隊の損失は対照的に小さな数字だった。
大陸軍とイギリス軍の間の小競り合いは冬の間継続し、歴史家のデイビッド・ハケット・フィッシャーは、イギリス軍がその馬のためにまぐさを必要としていたことから、「まぐさ戦争」と名付けた。大陸軍の戦術は主にニュージャージーの民兵隊指揮官が推進したものだったが、ワシントンとその大陸軍に支援されており、大変うまくいったので、イギリス軍の物資徴発部隊が約2,000名の時でもその攻撃に曝された。